# Trudy Dehue

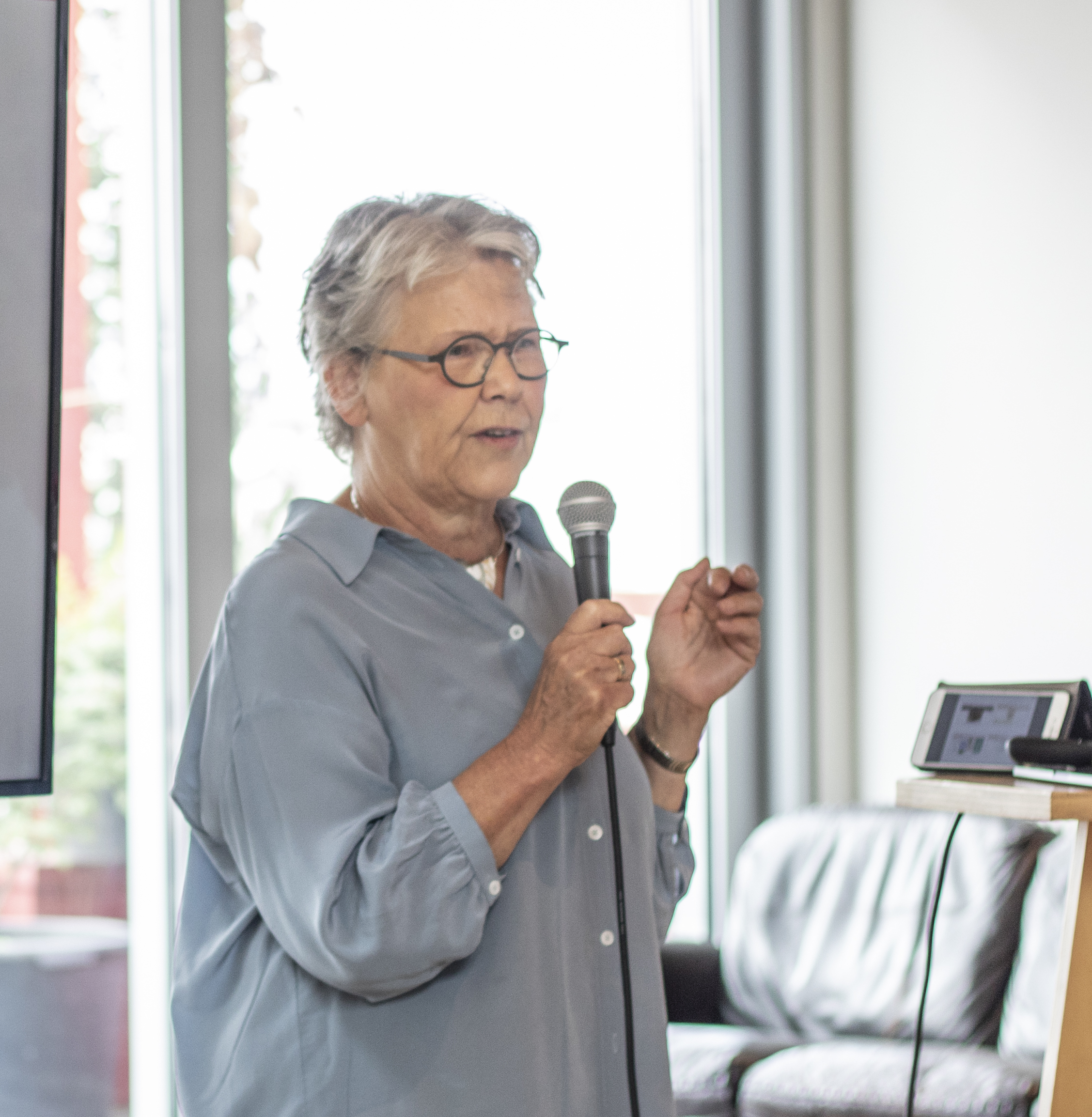
Trudy Dehue (2018)

Gertrude Constance Georgette (Trudy) Dehue ('s-Hertogenbosch, 1951) was vanaf 1995 hoogleraar theorie en geschiedenis van de psychologie aan de Rijksuniversiteit Groningen tot aan haar emeritaat in juli 2016.

## Biografie
Dehue behaalde een hbo-diploma waarna ze ging werken in de jeugdpsychiatrie. Daarna studeerde ze af in de psychologie (1983) en in de wetenschapsfilosofie (1985). In 1990 promoveerde zij cum laude aan de Rijksuniversiteit Groningen op De regels van het vak. Nederlandse psychologen en hun methodologie 1900-1985. In 1996 hield Dehue als hoogleraar aan de Rijksuniversiteit Groningen de inaugurele rede (oratie) De beproefde procedures. Vervolgens hield zij zich met name bezig met depressies en de 'depressie-epidemie' waarover zij publiceerde en lezingen gaf. Zij publiceerde het meermaals herdrukte boek De depressie-epidemie (2008) waarvoor zij de Eurekaprijs voor wetenschapscommunicatie 2009 ontving van Nederlandse Organisatie voor Wetenschappelijk Onderzoek (NWO). In 2009 was zij ook zomergast in het televisieprogramma Zomergasten. In 2014 publiceerde zij Betere mensen. Over gezondheid als keuze en koopwaar over de medicalisering van het menselijk leven en de invloed van de biopsychiatrie. Zij publiceert daarnaast geregeld in NRC en De Groene Amsterdammer.
In 2011 werd Dehue benoemd tot officier in de Orde van Oranje Nassau vanwege haar buitengewone wetenschappelijk werk en het belang daarvoor binnen de wetenschap en voor de samenleving. In 2016 werd prof. dr. G.C.G. Dehue benoemd tot lid van de Koninklijke Hollandsche Maatschappij der Wetenschappen (KHMW). In 2019 werd de zilveren Akademiepenning van de Koninklijke Nederlandse Akademie van Wetenschappen aan haar toegekend.